# Beni Selmán
Beni Selmán (en árabe: بني سلمان‎, en francés: Bni Selmane) es un municipio marroquí en la región de Tánger-Tetuán-Alhucemas. Desde 1912 hasta 1956 perteneció a la zona norte del Protectorado español de Marruecos.